# Highlander (Schiff)
HMS Highlander (H44) war ein Zerstörer der H-Klasse der britischen Royal Navy im Zweiten Weltkrieg. Das für die brasilianische Marine im Bau befindliche Schiff wurde unmittelbar nach dem Kriegsbeginn mit seinen fünf Schwesterschiffen von Großbritannien angekauft.

## Geschichte
Das Schiff lief am 17. Oktober 1939 als HMS Highlander bei Thornycroft in Woolston, Southampton, vom Stapel. Der Neubau war als Teil einer Klasse von sechs Zerstörern für die brasilianische Marine unter dem Namen Jaguaribe begonnen worden. Am 4. September 1939, also unmittelbar nach dem Kriegsbeginn, erwarb Großbritannien den Zerstörer, der beim Stapellauf umbenannt wurde. In Dienst gestellt wurde die Highlander am 18. März 1940 mit unvollständiger Ausrüstung.
Der Zerstörer wurde gemeinsam mit seinen früher brasilianischen Schwesterschiffen der 9. Zerstörerflottille zugewiesen. Der erste Kriegseinsatz des Schiffes war die Evakuierung der alliierten Truppen aus Norwegen nach den gescheiterten Versuchen, die gelandeten deutschen Truppen (Unternehmen Weserübung) zurückzuwerfen. Im Juni 1940 wurde HMS Highlander gemeinsam mit vielen anderen Schiffen bei der Evakuierung der in Nordfrankreich abgeschnittenen alliierten Truppen eingesetzt.
In der Folgezeit war das Schiff dann ausschließlich Geleitgruppen zugewiesen, die Konvois eskortierten. Dabei gelang es am 30. Oktober 1940, gemeinsam mit der Harvester nordwestlich von Irland U 32 zu versenken.
Das Einsatzgebiet des Schiffes lag fast während des gesamten Krieges im Nordatlantik. Die Highlander diente als Führungsschiff einer der Geleitgruppen, die aus wenigen, meist älteren Zerstörern und mehreren Korvetten, später dann auch teilweise einer Fregatte, bestanden. Die U-Boot-Abwehr- und Flugabwehr-Bewaffnung wurde dafür im Laufe der Zeit zulasten der Hauptgeschütze und eines Torpedorohrsatzes verstärkt.
Der Zerstörer nahm an den großen Geleitzugschlachten im März 1943 teil. (Geleitzug HX 229) In der Zeit von Herbst 1943 bis Frühjahr 1944 war die von HMS Highlander geführte Geleitgruppe auf der Route zwischen Großbritannien und Gibraltar eingesetzt. Danach wechselte sie wieder zurück auf die Nordatlantik-Route.
Anders als viele andere Geleiter konnte das Schiff jedoch keine weiteren U-Boote während des Krieges versenken. Nach dem Ende der Kampfhandlungen wurde HMS Highlander im Mai 1946 zum Abwracken verkauft.